# Cymbalophora flaveola
Cymbalophora flaveola là một loài bướm đêm thuộc phân họ Arctiinae, họ Erebidae.